# Johan Christoffer Boklund
Pour les articles homonymes, voir Boklund.
Johan Christoffer Boklund, né le 15 juillet 1817 à Kulla Gunnarstorp Castle (en) et mort le 9 décembre 1880 à Stockholm, est un peintre suédois. 

## Biographie
Fils d'un jardinier,,, à l'âge de quinze ans, Boklund arrive à Lund, où il travaille sur des illustrations pour les travaux de Sven Nilsson sur la faune scandinave (sous la direction de Magnus Körner). Il devient ensuite élève à l'Académie royale des beaux-arts du Danemark à Copenhague où il a Johan Ludwig Lund pour professeur. 
En 1837, il se rend à Stockholm et commence à étudier à l'Académie royale des arts de Suède. Il gagne sa vie en enseignant la lithographie et le dessin et réalise plusieurs petites peintures de genre de la vie quotidienne (telles que Flicka med blomster et Köksinteriör) et des peintures d'histoire du XVIIe siècle (comme Gustaf Adolfs afsked från Maria Eleonora, qui reçoit une médaille de l'Académie). 
Avec son compatriote Johan Fredrik Höckert, il arrive à Munich en Allemagne en 1846 et reste pendant huit ans. Pendant les étés, il part en voyage d'études en Bavière, au Tyrol et dans le nord de l'Italie. Au cours de cette période, il se consacre principalement au genre historique avec des sujets du XVIIe siècle, mais il réalise également des peintures représentant des intérieurs pittoresques et architecturaux. En 1853, il envoie son tableau Den nyfikne trumpetaren en Suède et cela lui vaut une bourse du gouvernement. Cette bourse lui permet de s'installer à Paris, où il travaille chez Thomas Couture de 1854 à 1855. En décembre 1855, il retourne en Suède.
Boklund est devenu professeur de peinture à l'Académie royale suédoise des arts en 1856. Il enseigne, entre autres, au roi Charles XV de Suède entre 1856 et 1872 et devient un ami intime de celui-ci,,. En 1866, il est conservateur au Musée national suédois des beaux-arts et l'année suivante, est nommé directeur de l'Académie. Il est aussi membre du comité qui organise l' exposition d'art nordique de 1866 à Stockholm. À peu près à la même époque, il prend part à la création de la section féminine de l'Académie. 
Il meurt le 9 décembre 1880 à Stockholm. Parmi les peintures les plus célèbres qu'il a réalisées après son retour en Suède figurent Rådplägning: Gustaf II Adolf och tre krigare (1856), Till Karl X Gustaf framföres en ung krigare, som tillfångatagit en polack (1859), Gustaf II Adolf och Axel Oxenstierna i öfverläggning om tyska kriget (1859), Ordonnans från trettioåriga kriget (1855), Tekla mottager underrättelsen om Max Piccolominis död (1860), Porträtt af drottning Lovisa (1861), Kristus i örtagården (1861), Meranerskyttar efter en målskjutning (1861), i Tyrolen (1863), En lärd (1863), Utkik från förskansningarna (1874) et Marodör förföljer sitt rof (1875). 
Marié en 1858 à Johanna Carola Stuttgardter, il est le père de huit enfants dont Thyra Grafström (en) qui devint célèbre comme artiste textile.

## Galerie
|  |  |  |